# Bacidia adastra
Bacidia adastra är en lavart som beskrevs av Sparrius & Aptroot. Bacidia adastra ingår i släktet Bacidia och familjen Ramalinaceae.   Inga underarter finns listade i Catalogue of Life.